# Месенська битва (1917)
Месенська битва (англ. Battle of Messines (1917), нім. Schlacht bei Messines), або Друга Мессенська битва) — наступальна операція 2-ї британської армії в Західній Фландрії в Бельгії на Західному фронті за часів Першої світової війни.
Битва, в ході якої британська армія намагалася зрізати 15-кілометровий виступ німецьких військ, відбулася неподалік від бельгійського села Месен. Британське командування усвідомлювало з досвіду попередніх боїв, що звичайними атаками оборону німців їм не прорвати, тому підготовку до операції розпочали ще в 1915 році, за 15 місяців до її початку. За цей час вони встигли прокласти понад 20 гігантських тунелів під другим рівнем ґрунтових вод у пласті блакитної глини. Цим інженерним роботам передувала серйозна геодезична робота і вивчення ґрунту на цій ділянці фронту.
З початком наступу завдяки ретельній підготовці, масованому використанню танків і авіації, а також колосальним за обсягом масштабом підземно-вибухових робіт (у тому числі — найпотужніший неядерний вибух в історії) британські війська відносно легко розгромили німецькі формування та впоралися з визначеним завданням. Месенська битва вважається найуспішнішою операцією союзників такого розмаху на Західному фронті в роки Першої світової війни.

## Підготовка операції
Після завершення Другої Іпрської битви (22 квітня — 25 травня 1915 року) лінія фронту поблизу Іпра практично не змінилася. Британські війська продовжували утримувати бельгійське місто, а німці осідлали висоти, що панували навколо Іпра: підніжжя хребта Мессінс-Вітшате на південь, нижні хребти на сході й узвишшя на півночі. Й хоча система оборонних рубежів британців по периметру міста утворювала виступ, який глибоко вдавався в оперативну побудову фронту кайзерівських військ, водночас, німецькі артилерійські розвідники мали значну перевагу перед англійськими. Вони займали свої позиції на панівних висотах та могли координувати вогонь по всій глибині оборони противника. Британська артилерія була позбавлена такої привілеї.
За задумом британського командування проведення операції у Фландрії полегшило б тиск на французьку армію, а захоплення Мессінс-Рідж дозволило би британцям контролювати тактично важливу висоти на південному боці Іпрського виступу, скоротити фронт і позбавити німців можливості спостереження за британськими позиціями далі на північ. Британці зможуть спостерігати за південним схилом Месінського хребта на західному кінці плато Гхельвельт, і здобудуть відмінні райони зосередження для проведення великого наступу на Іпрському виступі.

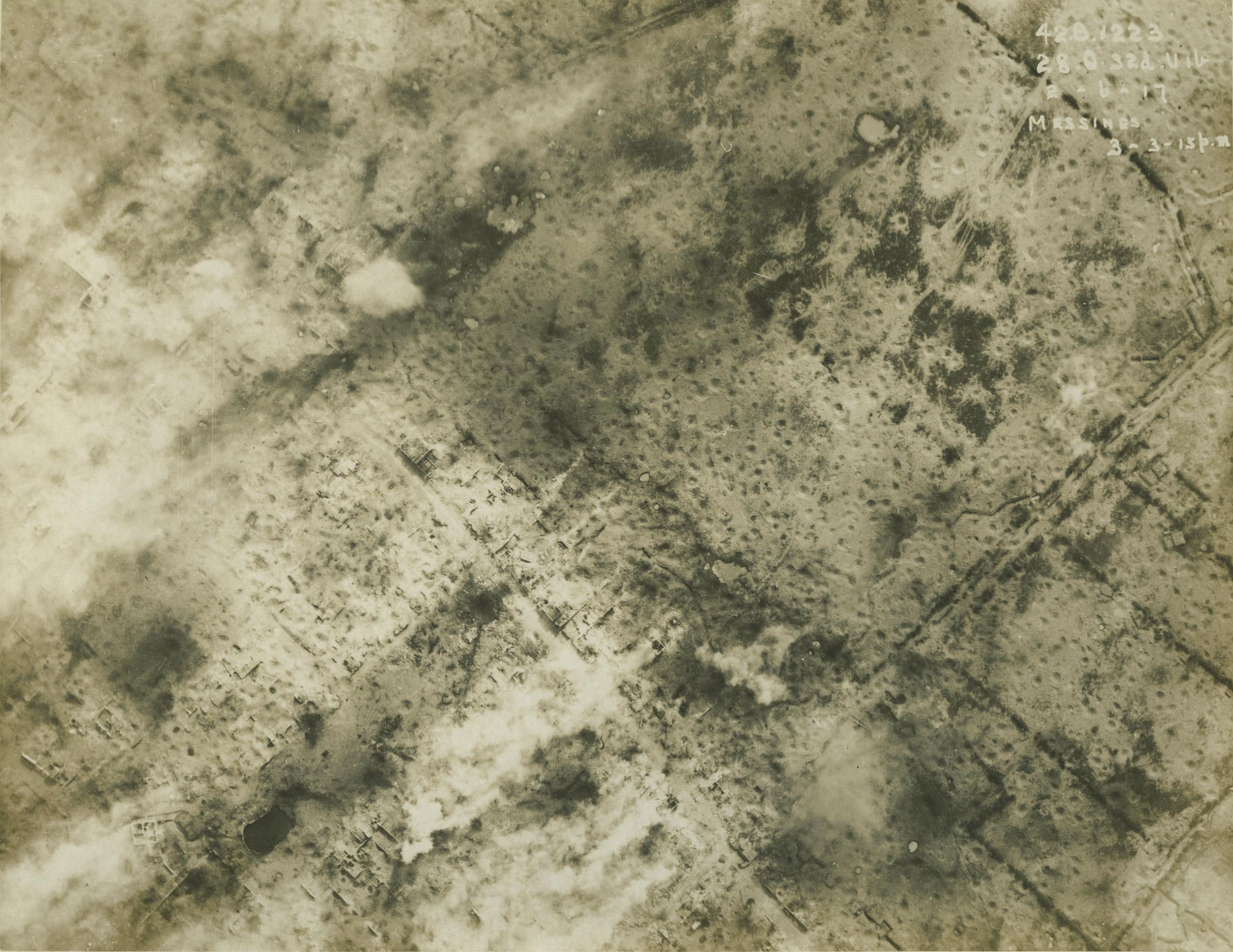
Місцевість навколо Месена. Результати повітряної розвідки британської авіації. 2 червня 1917

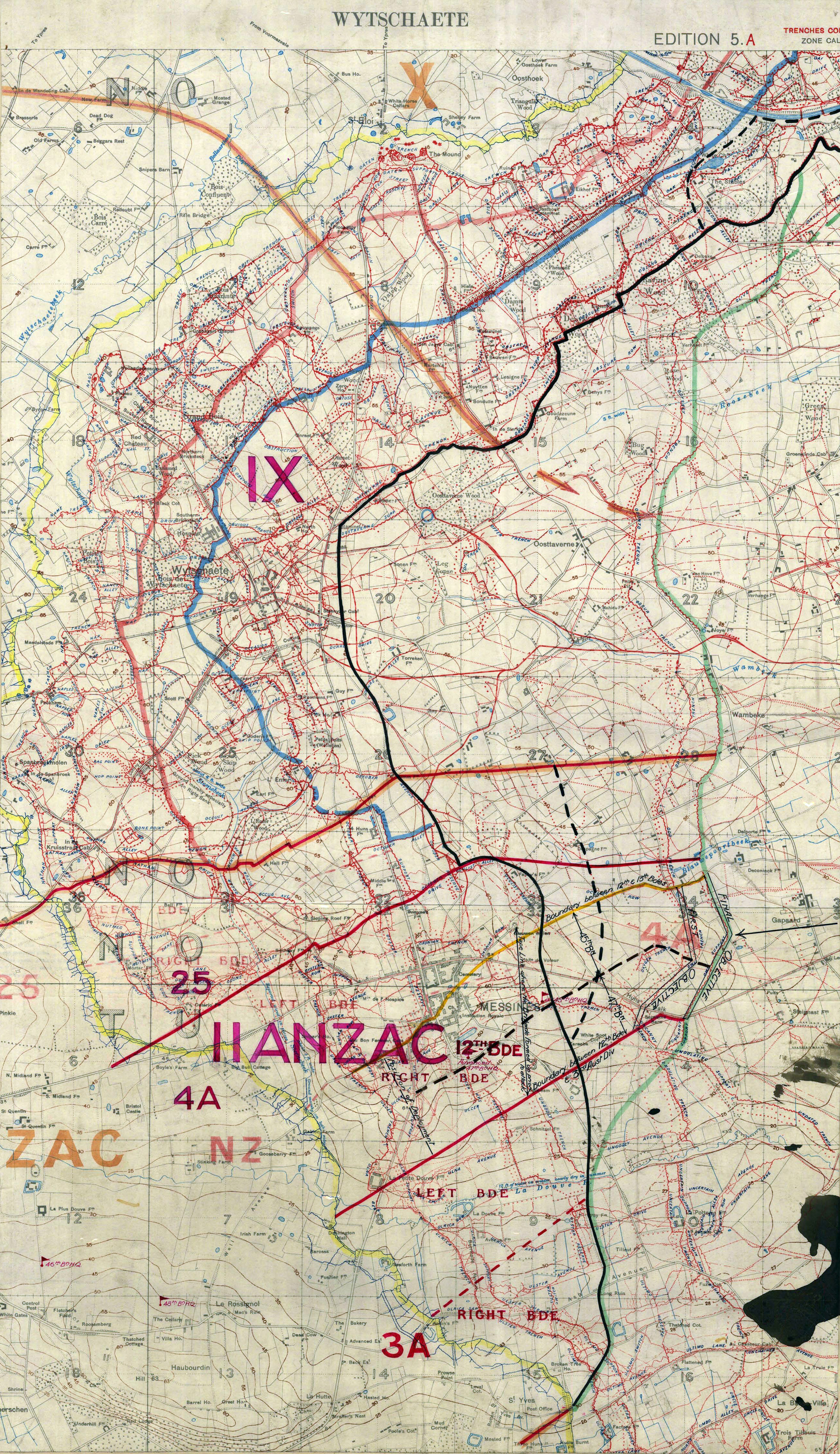
План операції

Фортифікаційну підготовку обраного напрямку наступу британці розпочали ще в 1916 році. Після проведення ретельної інженерної розвідки місцевості із залученням фахівців у галузі геології, гідрографії та видобутку корисних копалень, британські сапери розпочали прокладку глибинних тунелів до ворожих позицій. Під поверхнею ґрунту умови для побудови мінних траншей були особливо складними, і в окремих випадках підземні води заважали проведенню робіт. Сапери викопали тунелі в шару «блакитної глини» на глибині 24—37 м під поверхнею, після чого протягнули галереї на відстань до 5964 м до точок, що знаходилися глибоко за лінією фронту, незважаючи на німецьке контрмінування. Німцям вдалося виявили декілька британських шахт і зруйнували їхні камери камуфлетами. Британці відволікали увагу німецьких саперів від своїх найглибших галерей, зробивши багато вторинних відхилень на верхніх рівнях. Скоординованими діями підрозділів королівських інженерів, канадських, австралійських, новозеландських та британських шахтарів, було закладено 26 мін з 454 т амоналу.
За тиждень до початку атаки 2230 британських гармат, мортир та гаубиць бомбардували німецькі траншеї, розрізали дріт, руйнували потужні вогневі точки та проводили контрбатарейну боротьбу проти 630 німецьких артилерійських систем; на виконання завдань вогневої підготовки битви вони використали 3 561 530 снарядів.

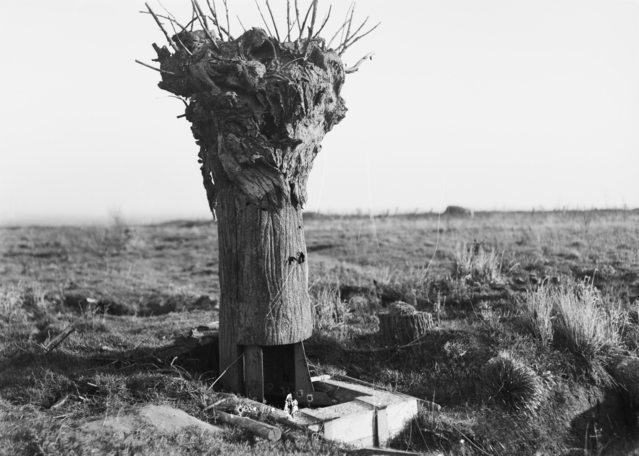
Спостережний пост британців на висоті 63 у вигляді обстріляного дерева. Червень 1917

Одночасно британська авіація намагалася перешкодити німецьким артилерійським спостерігачам, постійно домінуючи у повітрі від британської фронтової лінії до німецької лінії аеростатів спостереження на глибину до 9,1 км. На озброєння британської винищувальної авіації після битви біля Аррасу надійшли кращі літаки, такі як «Брістоль» F.2, S.E.5a, і Sopwith Triplane, які нічим не поступалися німецьким бойовим літакам типу Albatros D.III та Halberstadt D.II.
Протягом тижня до початку наступу лінія баражування патрулювала весь день на висоті до 4600 м із більшістю літаків на висоті 3700 м у центрі атаки. До 7 червня жоден літак британського авіаційного корпусу не був збитий німецькими літаками, натомість цього дня 29 літаків-розвідників змогли одночасно координувати артилерійський вогонь трьом атакуючим корпусам. Одночасно на суходолі діяла розгалужена лінія оповіщення, щоб координувати дії британських літаків та вести їх у райони, звідкіля з'являлися німецькі бомбардувальники та винищувачі.

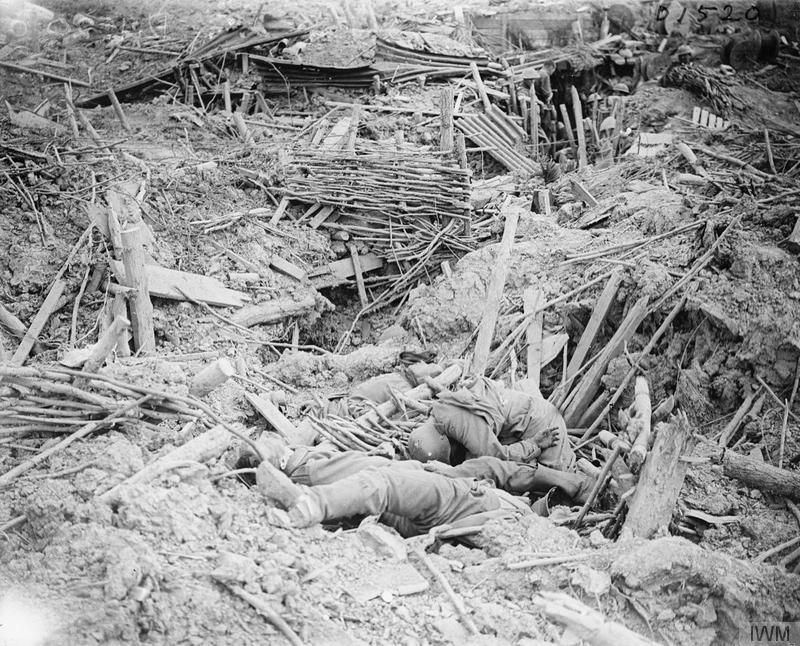
Наслідки потужних вибухів в окопах. 7 червня 1917

## Битва
О 02:50 7 червня 1917 року британська артилерія припинила методичний артилерійський обстріл німецьких позицій і кайзерівські війська першої лінії оборони повернулися до своїх траншей і опорних пунктів, очікуючи на початок атаки противника. О 03:10 пролунали потужні вибухи мінних галерей під їхніми окопами, в долю ока загинуло приблизно 10 000 німецьких солдатів, передові рубежі практично зникли, на місці підривів утворилися надвеликі прірви. Уся німецька система оборони була паралізована, вояки передових одинадцяти піхотних батальйонів, що вціліли не були спроможні чинити будь-який опір.

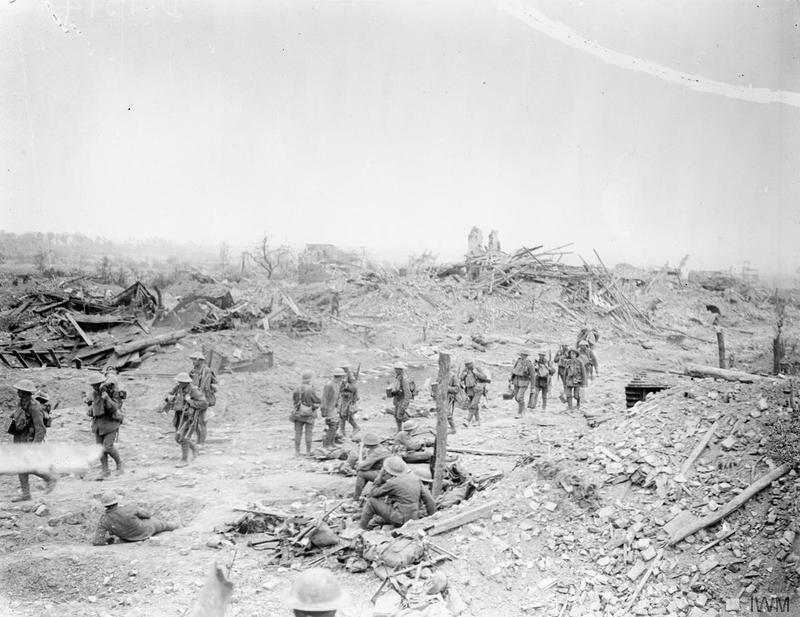
Вояки британської армії в битві біля Месіни. 8 червня 1917

Англійська, австралійська та новозеландська піхота трьох корпусів 2-ї армії генерала сера Г. Пламера: 2-го корпусу АНЗАК (генерал А. Годлі) на південно-східному фланзі, 9-го корпусу (лейтенант-генерал А. Гамільтон-Гордон) у центрі бойового порядку та X корпусу (лейтенант-генерал Т. Морланд) на північному фасі, за підтримки вогню польової артилерії відразу перейшли в атаку вслід із спрацюванням потужних мінних фугасів. Одиниці з німецьких підрозділів другої лінії оборони змогли організувати та провести контратаки, проте на фоні потужного наступу частин Британської імперії, їхні спроби виявилися марними. У передранковій темряві, в диму та пилу багато німецьких солдатів сприйняли наступаючих британців за своїх товаришів, що відходять із першої лінії оборони під тиском противника, тому вогню не відкривали й були захоплені в полон.
У цілому перша фаза наступальної операції британських військ вдалася повною мірою. Збентежені, розгублені та дезорієнтовані німецькі солдати в хаосі, що утворився після вибуху 19 тунелів з вибухівкою під їхніми позиціями, не були здатні протистояти навалі англійських підрозділів, які стрімко просувалися за підтримки 80 танків та 300 літаків і майстерно проведеному рухомому загороджувальному вогню важкої артилерії. Надалі британське командування вміло скористувалося ситуацією, що утворилася, та ввели в прорив сили другого ешелону. За один день бою під Месеною британці здобули більше, ніж за попередні роки кривавих битв.